# Typophyllum pererosum
Typophyllum pererosum är en insektsart som beskrevs av Morgan Hebard 1933. Typophyllum pererosum ingår i släktet Typophyllum och familjen vårtbitare. Inga underarter finns listade i Catalogue of Life.